# Valgjärve
Valgjärve è un comune rurale dell'Estonia sudorientale, nella contea di Põlvamaa. Il centro amministrativo è la località (in estone küla) di Saverna.

## Località
Oltre al capoluogo, il comune comprende altre 15 località:
Abissaare - Aiaste - Hauka - Kooli - Krüüdneri - Maaritsa - Mügra - Pikajärve - Pikareinu - Puugi - Saverna - Sirvaste - Sulaoja - Tiido - Vissi